# Богданино
Богданино (рос. Богданино) — село в Ферзиковському районі Калузької області Російської Федерації.
Населення становить 317 осіб. Входить до складу муніципального утворення Селище Дугна.

## Історія
Від 2004 року входить до складу муніципального утворення Селище Дугна

## Населення
| 2002 | 2010 | 2011 |
| ---- | ---- | ---- |
| 281  | ↗286 | ↗317 |